# Hyalomma nitidum
Espèce
Hyalomma nitidum est une espèce de tiques de la famille des Ixodidae.

## Taxonomie
Le nom valide complet (avec auteur) de ce taxon est Hyalomma nitidum Schulze, 1919.
Hyalomma nitidum a pour synonymes :
- Hyalomma impressum subsp. nitidum Schulze & Schlottke, 1930
- Hyalomma nitidum Morel, 1969